# Turraea cadetii
Espèce

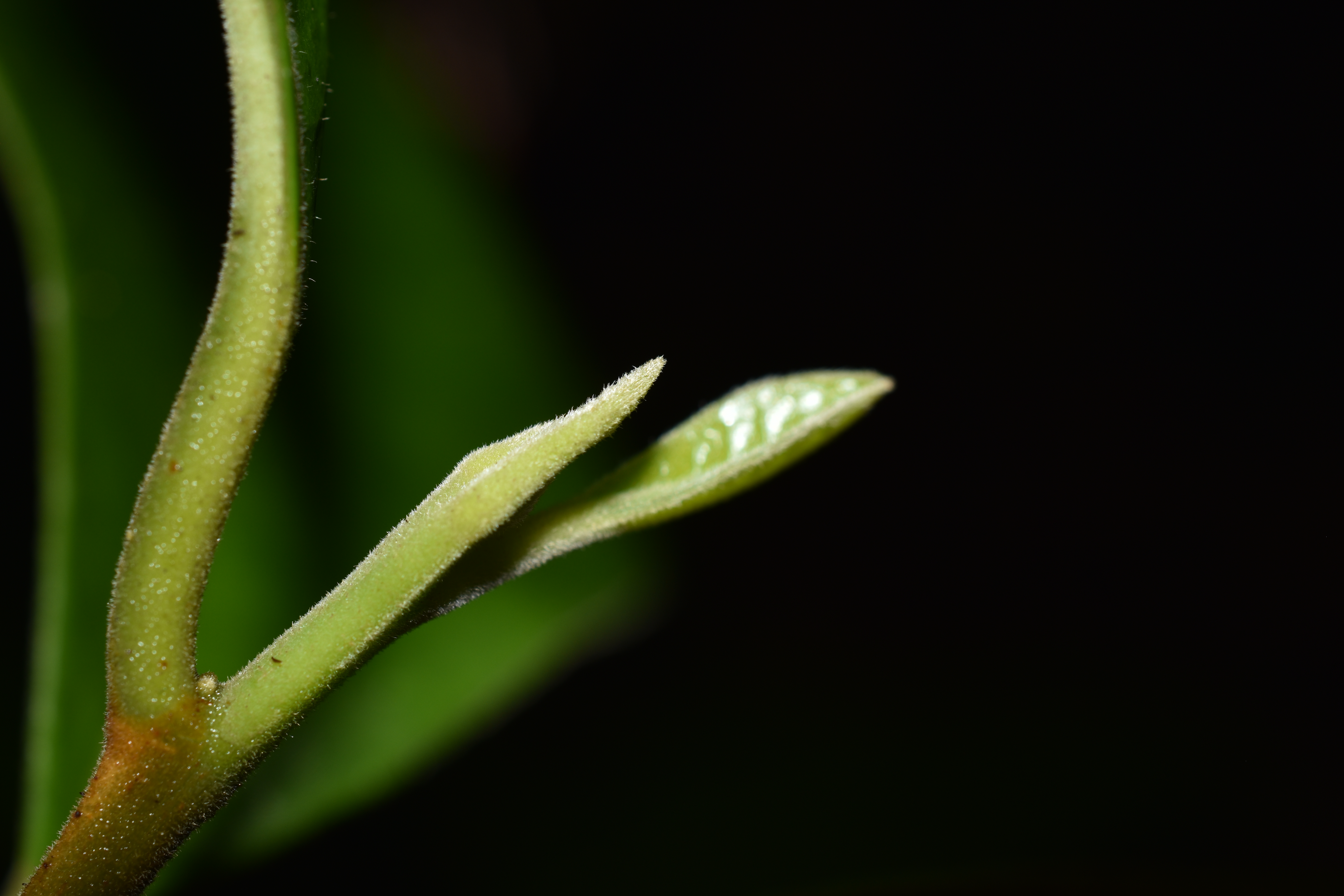
Photo de l'extrémité d'un rameau de Turraea cadetii, prise dans l'est de l'ile de la Réunion

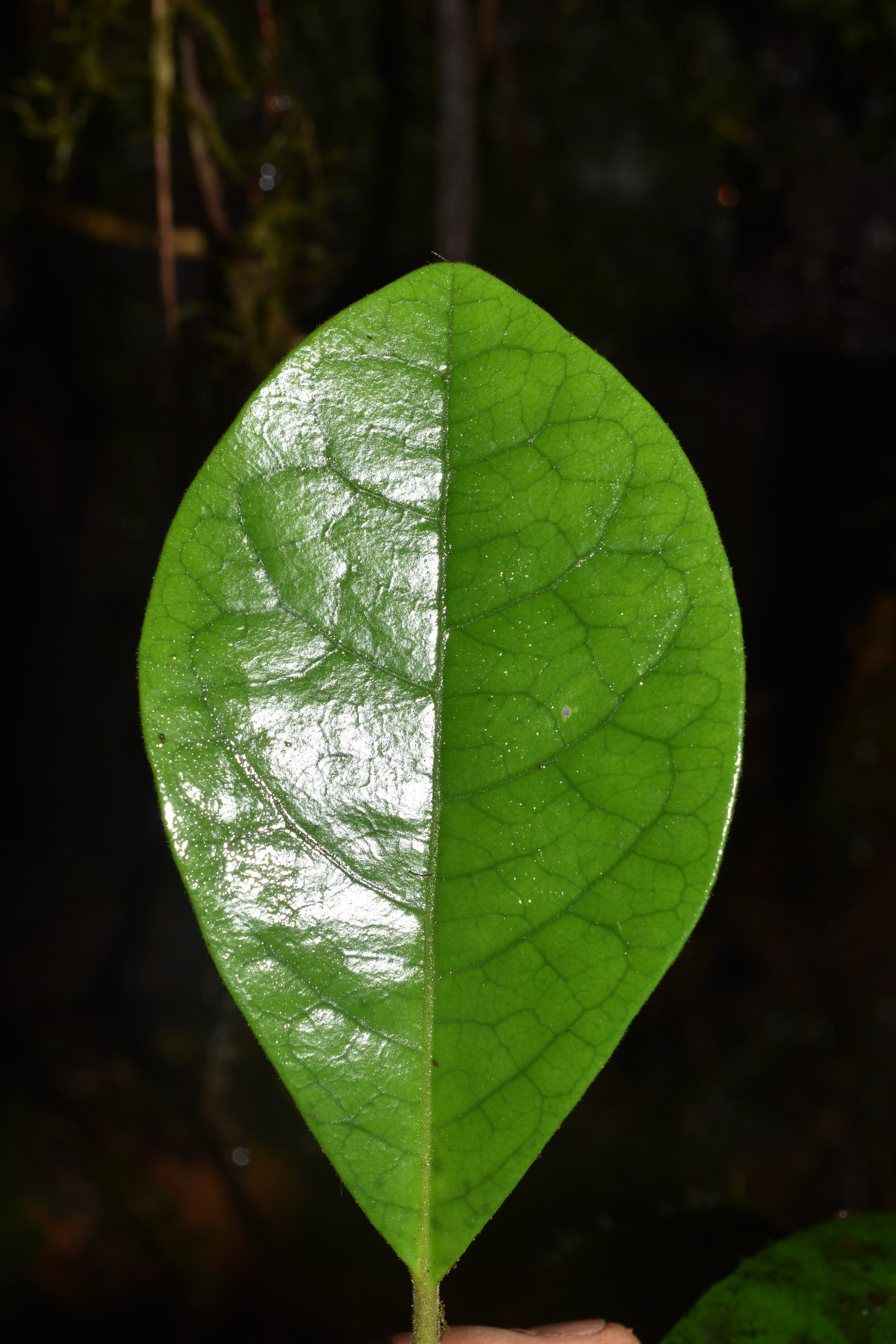
une feuille de Turraea cadetii, prise dans l'est de l'ile de la Réunion

Turraea cadetii est une espèce de plante de la famille des Méliacées. Elle est endémique de l'île de La Réunion, département d'outre-mer français et région ultrapériphérique dans le sud-ouest de l'océan Indien.

## Liens externes

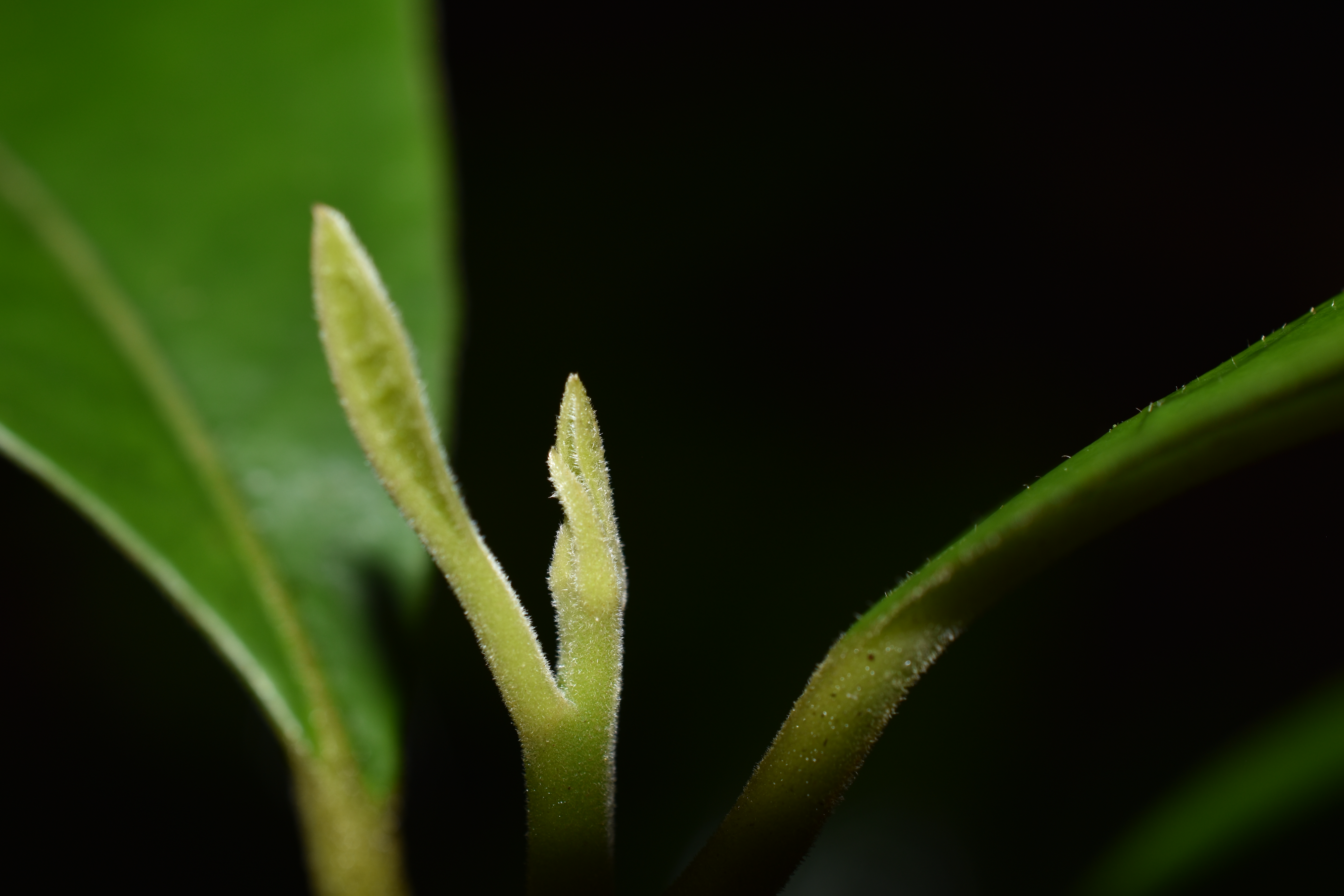
Rameau de Turraea cadetii